# Janet Rowley
Janet Davison Rowley (Nova Iorque, 5 de abril de 1925 – 17 de dezembro de 2013) foi uma geneticista humana estadunidense e a primeira cientista a identificar a translocação cromossômica como a causa da leucemia e de outros cânceres.

## Prêmios
Em 1984, Rowley se tornou Blum-Riese Distinguished Service Professor da Universidade de Chicago. Em 1998, ela foi um dos três cientistas premiados com o Prêmio Lasker por seu trabalho sobre translocação e, no mesmo ano, recebeu a Medalha Nacional de Ciências. Em 2003, recebeu a Medalha Benjamin Franklin da American Philosophical Society. Em 2009, recebeu a Medalha Presidencial da Liberdade, maior honra cívica dos Estados Unidos, e o Prêmio Gruber de Genética.

## Morte
Em 17 de dezembro de 2013, Rowley faleceu aos 88 anos, devido a complicações de um câncer ovariano.